# Xã Arden, Quận Little River, Arkansas
Xã Arden (tiếng Anh: Arden Township) là một xã thuộc quận Little River, tiểu bang Arkansas, Hoa Kỳ. Năm 2010, dân số của xã này là 423 người.